# Монтгомери, Арчибальд, 13-й граф Эглинтон
Арчибальд Уильям Монтгомери, 13-й граф Эглинтон, 1-й граф Уинтон (англ. Archibald William Montgomerie, 13th Earl of Eglinton, 1st Earl of Winton; 29 сентября 1812 — 4 октября 1861) — британский дворянин и консервативный политик, занимал должность лорда-лейтенанта Ирландии (1852, 1858—1859). С 1814 по 1819 год он носил титул учтивости — лорд Монтгомери.

## Ранняя жизнь
Родился 29 сентября 1812 года в Палермо (Сицилия). Сын генерал-майора Арчибальда Монтгомери, лорда Монтгомери (1773—1814), старшего сына Хью Монтгомери, 12-го графа Эглинтона (1739—1819). Его матерью была леди Мэри Монтгомери (1787—1848), дочь генерала Арчибальда Монтгомери, 11-го графа Эглинтона (1726—1796). После смерти отца его мать вышла замуж за сэра Чарльза Лэмба, 2-го баронета (1785—1864).
Он получил образование в Итонском колледже. В свободное время он любил играть в гольф. Одним из его игровых партнеров был Джеймс Огилви Фэрли.

## Карьера
Лорд Эглинтон был убежденным консерватором. В 1846 году он был кнутом в Палате лордов; 28 мая 1846 года он выступил против законопроекта об импорте кукурузы, в мае 1848 года он выступил против законопроекта о евреях-инвалидах.
В феврале 1852 года он стал лордом-лейтенантом Ирландии в правительстве премьер-министра графа Дерби. В декабре следующего года он ушел из правительства. Когда граф Дерби вернулся в офис в феврале 1858 года, он снова был назначен лордом-лейтенантом и исполнял обязанности этого поста до июня 1859 года.
17 июня 1859 года ему был присвоен титул графа Уинтона в системе Пэрства Соединённого королевства. Этим графством владели его родственники Сетоны с 1600 по 1716 год, когда Джордж Сетон, 5-й граф Уинтон, был лишен своих почестей за государственную измену.

## Скачки
Главным объектом интереса лорда Эглинтона в течение нескольких лет были конные скачки. Он держал большой конный завод и добился успеха и репутации в спортивном мире. Его самой успешной лошадью был «Летучий голландец», выигравший турниры Дерби и Сент-Леджер в 1849 году.

## Турнир Эглинтона
В 1839 году имя лорда Эглинтона стало более широко известно в связи с турниром его имени. Это произошло в замке Эглинтон и, как говорят, обошлось ему в 30 000 или 40 000 фунтов стерлингов.
Отчасти его испортила неблагоприятная погода, проливной дождь, но это был настоящий турнир: участники в течение прошлого года регулярно тренировались, а копья ломались традиционным способом. В нем приняли участие принц Луи Наполеон (Наполеон III) и леди Сеймур, внучка Ричарда Бринсли Шеридана и жена лорда Сеймура, впоследствии 12-го герцога Сомерсета.
Список претендентов с описанием поединков и рукопашных схваток можно найти в томе о турнире, написанном преподобным Джоном Ричардсоном, с рисунками Джеймса Генри Никсона (1843 г.). Это также было описано в «Эндимионе» Бенджамина Дизраэли.

## Личная жизнь
17 февраля 1841 года лорд Эглинтон женился первым браком на Терезе Хоу Кокерелл, урожденной Ньюкомен (1809 — 16 декабря 1853), вдове капитана Ричарда Хоу Кокерелла (1798—1839). Миссис Кокерелл была внебрачной дочерью (из 8 детей) Томаса Глидоу-Ньюкомена, 2-го виконта Ньюкомена (1776—1825) и его давней любовницы Гарриет Холланд. Тереза Ньюкомен родилась в Калькутте в 1809 году и умерла 16 декабря 1853 года в замке Эглинтон. У них были следующие дети:
- Арчибальд Монтгомери, 14-й граф Эглинтон (3 декабря 1841 — 30 августа 1892), старший сын и преемник отца. С 1862 года был женат на леди Софии Андерсон-Пелхэм (? — 1886), дочери 2-го графа Ярборо, от брака с которой у него было четыре дочери.
- Леди Эгидия Монтгомери (ок. 1843 — 13 января 1880), вышедшая замуж за Фредерика Теллуссона, 5-го барона Рэндлшема (1840—1911).
- Достопочтенный Сетон Монтолье Монтгомери (15 мая 1846 — 26 ноября 1883), женат с 1870 года на Нине Джанет Бронвен Пирс Уильямс (? — 1939), от брака с которой у него было трое дочерей.
- Джордж Монтгомери, 15-й граф Эглинтон (23 февраля 1848 — 10 августа 1919), предок нынешнего графа.

Согласно цитируемой записи лорда Эглинтона в Оксфордском национальном биографическом словаре, этот брак был величайшей ошибкой в его жизни. Однако его падчерица Анна Тереза Кокерелл (1836—1912), чему способствовал второй брак её матери, вышла замуж за Чарльза Четвинда-Толбота, 19-го графа Шрусбери.
После смерти Терезы в декабре 1853 года лорд Эглинтон вторично женился 3 ноября 1858 года на достопочтенной Аделе Кэролайн Харриетт (4 марта 1828 — 31 декабря 1860), дочери Артура Капелла, 6-го графа Эссекса. У них было двое детей:
- Леди Сибил Амелия Монтгомери (ум. 3 февраля 1932), незамужняя
- Леди Хильда Роуз Монтгомери (ум. 18 июня 1928), которая вышла замуж за Тонмана Мосли, 1-го барона Анслоу (1850—1933).

Леди Адела умерла в декабре 1860 года в возрасте всего 32 лет. Лорд Эглинтон пережил ее менее чем на год, прежде чем умер в Маунт-Мелвилл-Хаус, недалеко от Сент-Эндрюса, 4 октября 1861 года и был похоронен в семейном склепе в Килуиннинге, Эйршир, 11 октября 1861 года. Ему наследовал его старший сын Арчибальд.

## Наследие
Статуя лорда Эглинтона была установлена в районе Сент-Стивенс-Грин в Дублине в 1866 году и разрушена взрывом ИРА в 1958 году .